# Sollevamento pesi ai Giochi della XVI Olimpiade - Pesi medi
La competizione della categoria pesi medi (fino a 75 kg) di sollevamento pesi ai Giochi della XVI Olimpiade si è svolta il giorno 24 novembre 1956  al Royal Exhibition Building di Melbourne.

## Regolamento
La classifica era ottenuta con la somma delle migliori alzate delle seguenti 3 prove:
- Distensione lenta
- Strappo
- Slancio

Su ogni prova ogni concorrente aveva diritto a tre alzate.

## Risultati
| Pos.    | Atleta             | Nazione           | Peso Atleta | Totale | Distensione lenta | Distensione lenta | Distensione lenta | Strappo | Strappo | Strappo | Slancio | Slancio | Slancio |
| Pos.    | Atleta             | Nazione           | Peso Atleta | Totale | 1                 | 2                 | 3                 | 1       | 2       | 3       | 1       | 2       | 3       |
| ------- | ------------------ | ----------------- | ----------- | ------ | ----------------- | ----------------- | ----------------- | ------- | ------- | ------- | ------- | ------- | ------- |
| Oro     | Fëdor Bogdanovskij | Unione Sovietica  | 74,8        | 420,0  | 125,0             | 130,0             | 132,5             | 117,5   | 122,5   | 125,0   | 157,5   | 162,5   | 165,0   |
| Argento | Pete George        | Stati Uniti       | 74,4        | 412,5  | 117,5             | 122,5             | 122,5             | 122,5   | 127,5   | 130,0   | 157,5   | 162,5   | 170,0   |
| Bronzo  | Ermanno Pignatti   | Italia            | 74,1        | 382,5  | 112,5             | 117,5             | 117,5             | 112,5   | 117,5   | 117,5   | 140,0   | 145,0   | 147,5   |
| 4       | Jan Bochenek       | Polonia           | 74,2        | 382,5  | 115,0             | 115,0             | 120,0             | 107,5   | 112,5   | 115,0   | 142,5   | 147,5   | 150,0   |
| 5       | Kim Seong-jip      | Corea del Sud     | 74,3        | 380,0  | 120,0             | 125,0             | 125,0             | 105,0   | 110,0   | 112,5   | 140,0   | 145,0   | 150,0   |
| 6       | Krzysztof Beck     | Polonia           | 74,5        | 380,0  | 122,5             | 127,5             | 127,5             | 107,5   | 107,5   | 112,5   | 140,0   | 145,0   | 147,5   |
| 7       | Ibrahim Payrovi    | Iran              | 74,8        | 372,5  | 102,5             | 107,5             | 110,0             | 112,5   | 117,5   | 120,0   | 142,5   | 147,5   | 150,0   |
| 8       | Adrien Gilbert     | Canada            | 74,7        | 370,0  | 105,0             | 110,0             | 112,5             | 105,0   | 112,5   | 115,0   | 132,5   | 137,5   | 142,5   |
| 9       | Wong Kay Poh       | Singapore         | 71,6        | 365,0  | 100,0             | 105,0             | 107,5             | 112,5   | 117,5   | 117,5   | 140,0   | 145,0   | 150,0   |
| 10      | Jannie Greeff      | Sudafrica         | 74,7        | 365,0  | 115,0             | 115,0             | 120,0             | 102,5   | 107,5   | 112,5   | 137,5   | 137,5   | 142,5   |
| 11      | Winston McArthur   | Guyana britannica | 75,0        | 352,5  | 95,0              | 100,0             | 105,0             | 102,5   | 107,5   | 112,5   | 130,0   | 140,0   | 142,5   |
| 12      | Ko Bu-Beng         | Taiwan            | 72,2        | 325,0  | 90,0              | 90,0              | 95,0              | 92,5    | 100,0   | 100,0   | 135,0   | 145,0   | 145,0   |
| 13      | Fred Baugh         | Australia         | 74,3        | 325,0  | 100,0             | 107,5             | 107,5             | 95,0    | 102,5   | 102,5   | 122,5   | 122,5   | -       |
| -       | Chan Pak Lum       | Malesia           | 72,2        | 202,5  | 100,0             | 100,0             | 100,0             | 100,0   | 100,0   | 102,5   | 132,5   | 132,5   | 132,5   |
| -       | Carlos Caballero   | Colombia          | 69,8        | 197,5  | 92,5              | 97,5              | 100,0             | 100,0   | 105,0   | -       | -       | -       | -       |
| -       | Ingemar Franzén    | Svezia            | 74,0        | 0,0    | 110,0             | 115,0             | 115,0             | -       | -       | -       | -       | -       | -       |